# Ethmolaimus gracilicaudata
Ethmolaimus gracilicaudata är en rundmaskart som beskrevs av N. A. Cobb och N. V. Cobb 1915. Ethmolaimus gracilicaudata ingår i släktet Ethmolaimus och familjen Chromadoridae. Inga underarter finns listade i Catalogue of Life.